# 元首掷弹兵旅
元首擲彈兵旅（德語：Führer Grenadier Brigade），後來改編為元首擲彈兵師（德語：Führer Grenadier Division）。是第二次世界大戰期間德國陸軍一支精銳的作戰部隊。元首擲彈兵旅有時會被誤認為是武裝黨衛隊的一部分，而實際上它隸屬於陸軍，嚴格來說隸屬於大德意志師。這種誤解源於它最初的職責，即守衛阿道夫·希特勒的東普魯士狼穴總部，這一任務聽起來類似於最初的武裝黨衛軍第1裝甲師“黨衛軍阿道夫·希特勒警衛旗隊”，而該師又源自元首原來的保鑣軍團。該師在東線和西線作戰，於1945年在奧地利向美軍投降。